# کارلوس سوریا
کارلوس سوریا (انگلیسی: Carles Soria؛ زادهٔ ۸ اکتبر ۱۹۹۶) بازیکن فوتبال اهل اسپانیا است.